# Fabriciana xanthodippoides
Fabriciana xanthodippoides är en fjärilsart som beskrevs av Reuss 1922. Fabriciana xanthodippoides ingår i släktet Fabriciana och familjen praktfjärilar. Inga underarter finns listade i Catalogue of Life.